# Jeep Gladiator (2019)
La Jeep Gladiator è un pick-up prodotto dalla casa automobilistica statunitense Jeep dal 2019.
Presentato al salone di Los Angeles il 28 novembre 2018, la vettura è stata introdotta sul mercato statunitense nella primavera del 2019. Basata sulla stessa piattaforma della Jeep Wrangler JL, la Gladiator è il primo pick up a marchio Jeep da quando la Comanche è uscita di produzione nel 1992.

## Contesto
Il nome Gladiator viene ripreso da un Pick-Up prodotto dall'azienda statunitense tra la fine degli anni 60 e l'inizio degli anni 70.
Il veicolo è stato anticipato da alcuni prototipo nel corso degli anni. Il primo di essi è stato presentato nel 2003 alla North American Dealers Association. Il primo vero concept car di una Jeep pick up fu presentato alla fine del 2004.

## Descrizione

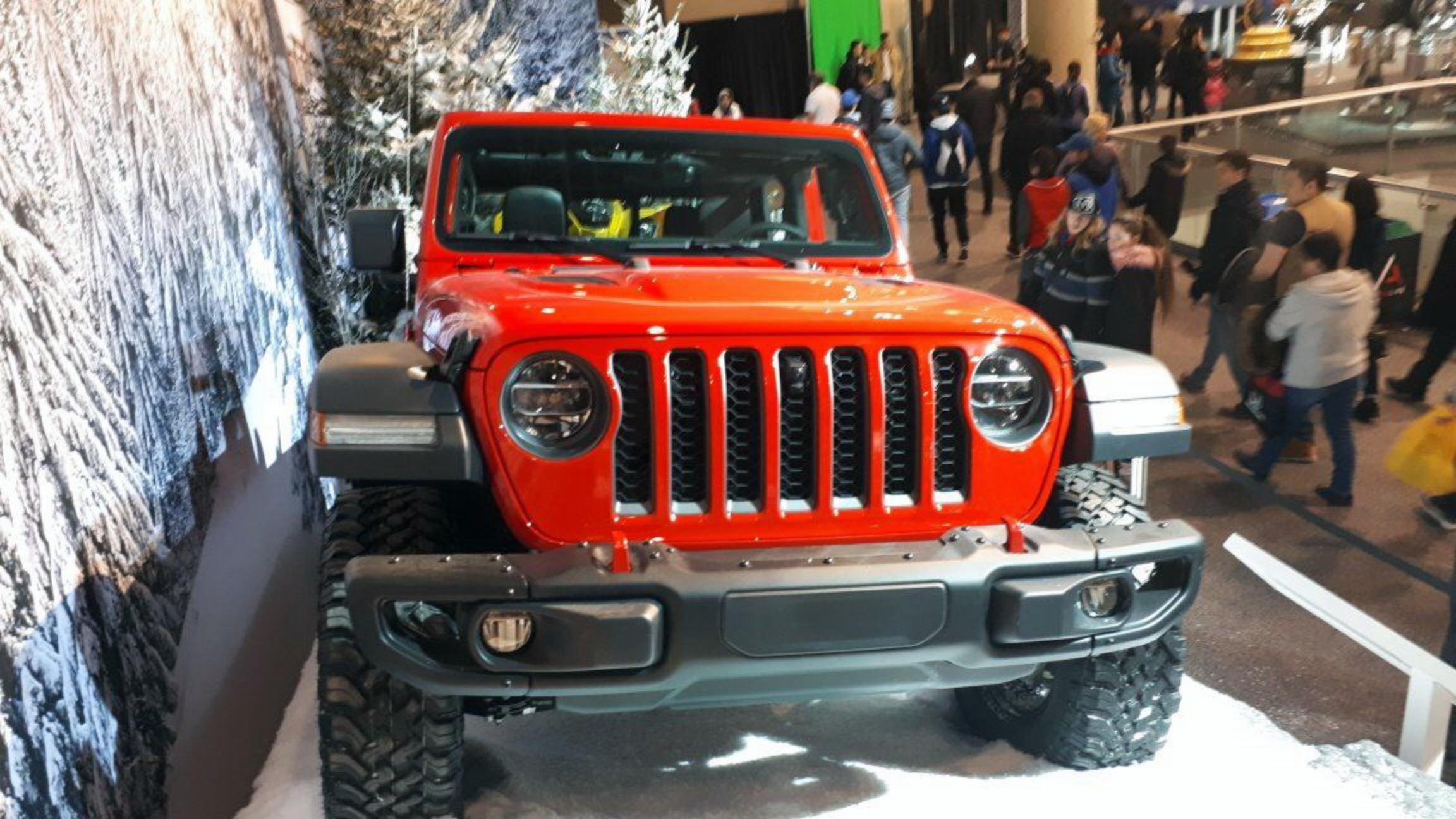
Dettaglio del frontale

La Gladiator, che è basata sulla Wrangler JL a 5 porte, è stata disegnata dal designer Taylor Langhals e non si discosta molto dal modella da cui deriva. Le differenze principale sono: all'anteriore la presenza della classica griglia a 7 feritoie verticali che qui sono state allargate per consentire un maggiore flusso d'aria e un migliore raffreddamento del motore; al posteriore con la presenza di un cassone, con la ruota di scorta che normalmente è montata sul portellone posteriore della Wrangler, qui è montata sotto il pianale.
Come sulle altre Wrangler, grazie alla costruzione mediante il telaio separato dalla carrozzeria, viarie componenti della stessa possono essere asportate. Le portiere anteriori e posteriori che possono essere completamente rimosse, il parabrezza che può essere abbattuto sul cofano anteriore e il tetto è rimovibile.
Al lancio, l'unica motorizzazione prevista era il benzina Pentastar V6 da 3,6 litri da 280 cavalli,  accoppiato a una trasmissione manuale Aisin a sei marce o a un automatico a otto velocità della. Come la Wrangler JL, tutte le versioni della Gladiator sono dotate di serie delle quattro ruote motrici.
Da un punto di vista fuoristradistico, la Gladiator presenta un angoli d'attacco di 43,6 gradi all'anteriore e angoli d'uscita d'uscita al posteriore di 20,3 gradi. Inoltre la versione Rubicon è dotata di un dispositivo che disaccoppia la barra anti-rollio anteriore, per ottenere una maggiore escursione delle sospensioni.
Sulla Gladiator è disponibile un sistema di telecamere frontali che consente al guidatore di vedere ostacoli davanti e ai lati del veicolo mentre è fuori strada.
Nel 2021 viene presentata la Jeep Gladiator 80º Anniversario in serie limitata, con cerchi in lega da 18”, sedili in pelle nera con cuciture tungsteno e badge “80th Anniversary”. La Gladiator “80º Anniversario” è equipaggiata con il MultiJet V6 da 3,0 litri con 264 CV di potenza, 600 Nm di coppia e cambio automatico a 8 marce.